# Црногорско народно позориште
Црногорско народно позориште (ЦНП) је репрезентативна позоришна кућа Црне Горе и уметничка установа од националног значаја. Основано је 1953. године као титоградско Градско народно позориште, након премештања административног центра Народне Републике Црне Горе из Цетиња у Титоград (данашња Подгорица).

## Историја
Педесетих година 20. века донета је одлука да се административни центар Народне Републике Црне Горе пресели из Цетиња у Титоград. Одмах после ове одлуке, почетком 1953. године, оснива се и Градско народно позориште. За првог управника постављен је редитељ Василије Шћућкин, а новоосновано позориште је у почетку користило просторије биоскопа „Култура”. Ансамбл је био формиран од глумаца који су дошли у Титоград из других југословенских република, као и из редова најбољих аматера црногорских културно-уметничких друштава. У почетку, новоосновано позориште је радило без матичне зграде, што је било узрок низу техничких, материјалних и других проблема. Због ограничених извођачких могућности и невеликих уметничких потенцијала ансамбла, на репертоару су били чести драмски комади фолклорног карактера чији је примарни циљ био забава, али су се играли и комади светских класика.
Почетком 1955. године укинуто је Народно позориште на Цетињу као централна театарска кућа у Црној Гори и уметничка установа од републичког значаја, па је већи део његовог ансамбла прешао у титоградско Градско народно позориште. Доласком професионалних глумаца и редитеља кадровска ситуација у овој кући се поправила. Убрзо затим, 5. маја 1956, отварена је и нова позоришна зграда и тада Градско народно позориште мења име у Народно позориште.
Године 1958. донета је одлука о укидању свих до тада постојећих професионалних позоришта у Црној Гори, осим титоградског. Оставши једино професионално позориште у републици, уз Пионирско позориште, Народно позориште у Титограду добило је републички значај. У сезони 1965/66, за време управника Ника Павића, покренута је Мала сцена, камерни простор намењен презентовању авангардних форми.
Статус Црногорског народног позоришта као театра од националног значаја и репрезентативне позоришне куће Црне Горе потврђен је 1969. године, када је назив промењен у „Црногорско народно позориште” (ЦНП). Године 1972. године проглашено је институцијом од републичког значаја која ће имати посебан третман у расподели средстава за позоришну делатност, чиме је коначно дефинисан и начин финансирања установе. У том периоду зграда позоришта је реновирана. Године 1973. године позориште је први пут гостовало у иностранству. Представе „Лажни цар Шћепан Мали” Петра II Петровића Његоша и „Коштана” Борислава Станковића изведене су у украјинским градовима Кијеву и Одеси.
Крајем 1989. године зграда позоришта је изгорела, после чега је уследило више од седам година током којих позориште готово да и није функционисало. У годинама обнове, после усељења у нову зграду 1997. године, позориште у свој рад уводи многе новине. Одмах по отварању нове зграде, у сезони 1998/99, установљена је нова сцена Студио, као мала сцена намењена младим професионалцима и мањим сценским формама. Тада је такође основан је и Документациони центар и покренута издавачка делатност, чиме је Црногорско народно позориште преузело улогу коју у већини земаља имају позоришни институти и музеји.
Године 2005. у Подгорици је основана позоришне асоцијације НЕТА - Нова европска театарска акција, са циљем продубљивања међутеатарске комуникације. Том приликом окупило се преко 30 позоришта као и позоришних фестивала из средње и југоисточне Европе. Од тада до данас, Црногорско народно позориште у овој асоцијацији има активну улогу, кроз редовно учешће на њеним позоришним фестивалима и у копродукцијама. Од 2008. године, Црногорско народно позориште је пуноправни члан европске позоришне мреже ЕТЦ Европске театарске конвенције.

### Прве представе
У првој деценији постојања обавезан део репертоара чинили су, између осталог, комади светских класика, од којих су најзначајнији били „Млетачки трговац” и „Отело” Вилијама Шекспира, Молијеров „Жорж Данден”, Гогољева „Женидба“, Голдонијев „Лажљивац”, Шилерова „Сплетка и љубав”, Расинова „Федра” и други. Убрзо је уочена потреба да се подстакне домаће драмско стваралаштво, па је Савет за просвету и културу 1955. године расписао конкурс за драму са тематиком из црногорског живота. Поред тога почело се и са драматизацијама романа црногорских аутора па је тако, крајем прве деценије, постављен на сцену роман „Хајка“ Михаила Лалића.
Први важан искорак титоградског Народног позоришта била је премијера Његошевог „Горског вијенца” у Загребу 1960. године, поводом обележавања стогодишњице Хрватског народног казалишта. Ова изведба „Горског вијенца” имала је значајан одјек у другим срединама, па је са њом Позориште гостовало у готово свим југословенским републикама.
Шездесетих година 20. века у Црногорском народном позоришту још увек је преовлађивао такозвани лаки репертоар, који је публика волела док је критика негодовала, сматрајући да национално позориште изневерава своју мисију. Поред домаћих редитеља Николе Вавића и Благоте Ераковића, Илије Доде Николића, једно време у позоришту је радила и совјетска редитељка Цисана Мурусидзе. Од гостујућих редитеља највећи број премијера у томе периоду режирали су Вида Огњеновић и Радомир Шарановић.

### Нова зграда позоришта
У пожару који је избио 10. новембра 1989. године дотрајала зграда Црногорског народног позоришта је изгорела, када се ова институција нашла у најтежој ситуацији од оснивања. Позориште се преселило у неадекватан простор Дома омладине „Будо Томовић”, па је гостовањима настојало одржати континуитет деловања. Иако су актуелизовани планови за изградњу нове зграде позоришта, опере и балета, урађени двадесетак година раније, ипак је одлучено да се обнови и прошири стара зграда. Обнова је трајала седам година. Нова зграда отворена је 25. маја 1997. године, када је премијерно изведена представа „Горски вијенац”, у режији Бранислава Мићуновића. У овој представи су први пут играли и студенти прве генерације глуме са цетињског Факултета драмских уметности.

## Фестивали
У периоду од 1975. до 1981. године, под управом Владимира Поповића, у Црногорском народном позоришту покренут је и први фестивал - Југословенски позоришни сусрети, конципиран да презентује актуелне продукције југословенских националних театара. Фестивал је одржан три пута.
Oсим позоришног сегмента ово позориште се у својој продукцији бави и афирмацијом ликовног, филмског и нарочито музичког стваралаштва. У сарадњи са Музичким центром Црне Горе у Црногорском народном позоришту се од 2001. године одржава музички фестивал А темпо.
Године 2007. основан је национални позоришни фестивал Фестивал црногорског театра. Од 2008. године редефинсан је као Бијенале црногорског театра. Овај фестивал устројен је као догађај такмичарског карактера, који окупља и вреднује најбоља достигнућа из позоришне продукције у претходне две године у Црној Гори. Потреба за оваквим Фестивалом се појавила одавно, а коначно установљење је обогатило културну мапу Црне Горе.
У јуну 2018. Црногорско народно позориште по први пут је реализовало фестивал под насловом Маштаније – Фестивал народних позоришта. Овај фестивал је замишљен као регионална и ревијална театарска манифестација.

### Награде
Од 1. новембра 1998. године обележава се Дан Црногорског народног позоришта, поводом кога су установљене и награде за најзначајније уметничке и организационе резултате у раду позоришта.
Од 2007. године, у оквиру Фестивала црногорског театра, додељују се награде за најбоља достигнућа из позоришне продукције у претходне две године у Црној Гори: Награда за женску улогу, Награда за мушку улогу, Награда за режију, Награда за најбољу представу, Награда за епизодну женску улогу, Награда за епизодну мушку улогу, Награда за аутора сарадника, Специјална награда Жирија, Награда за домаћи текст и Награда за ауторско остварење.

## Издавачка делатност
У позоришној сезони 1998/99. Црногорско народно позориште је у оквиру свог деловања покренуло издавачку делатност, чиме је  преузело улогу коју у већини земаља имају позоришни институти и музеји. У оквиру ове делатности ЦНП објављује публикације у оквиру четири едиције:
- Едиција „Зетски дом”, о историји театра у Црној Гори[4]
- Едиција „Премијера”, драме страних и домаћих аутора игране на сцени ЦНП-а[5]
- Едиција „Драмска баштина”, драме црногорских аутора[6]
- Едиција „Награђене драме”, драме награђене на Фестивалу црногорског театра[7]

## Управници позоришта
- Василиј Иванович Шћућкин (1953 - 1955)
- Јунуз Међедовић (1955 - 1958)
- Нико Павић (1958 - 1968)
- Мирчета Пешић (1968 - 1971)
- Милорад Бошковић (1971 - 1975)
- Владимир Поповић (1975 - 1981)
- Милорад Стојковић (1981 - 1990)
- Благота Ераковић (1990 - 1994)
- Стеван Кордић (1994 - 1997)
- Бранислав Мићуновић (1997 - 2003)
- Бранимир Поповић (2003 - 2007)
- Бранислав Мићуновић (2007 - 2008)
- Јанко Љумовић (2008 - 2015)
- Бранимир Поповић (2016 - 2018)
- Жељко Сошић (од 2018)[1]

## Сценски уметници ЦНП-а
До новије генерације глумаца, од којих је међу активнима највише оних који су се школовали на Факултету драмских умјетности на Цетињу, репертоар Црногорског народног позоришта остваривала је плејада сценских уметника, међу којима су: Петар Беговић, Мирко Симић, Ана Николић-Качаник, Боро Беговић, Нада Блажевић-Калембер, Предраг Стојковић, Данило Радуловић, Милош Јекнић, Мира Симић, Бранко Обрадовић, Љубица Шаркић, Драго Маловић, Нада Петричевић, Вељко Мандић, Владимир Поповић, Стево Матовић, Душанка Тодић, Сунчица Тодић, Петар Перишић, Злата Раичевић, Иво Мартиновић, Гојко Ковачевић, Драгица Томас, Петар Томас, Гроздана Ленголд, Петар Вујовић, Чедо Вукановић, Будимир Секуловић, Станко Богојевић, Веска Маричић, Драган Гарић, Бранислав Вуковић, Гојко Бурзановић, Љубица Бараћ-Вујовић, Зеф Дедивановић, Драган Рачић, Слободан Маруновић, Момчило Пићурић, Бранимир Поповић, Оливера Вуковић, Јадранка Мамић, Мирко Влаховић, Жаклина Оштир, Варја Ђукић и други.